# Subpoena
Die Subpoena (englische Aussprache: səˈpiːnə, von lateinisch sub poena ‚unter Strafe‘) ist eine Form der strafbewehrten rechtlichen Anordnung im Discovery genannten Beweisaufnahmeverfahren der Länder des Common Law. Sie kommt sowohl im Strafrecht als auch im Zivilrecht zur Anwendung.

## Wirkung und Form
Mit einer Subpoena wird eine Person unter Androhung einer Erzwingungsstrafe aufgefordert, bestimmte Auskünfte oder Beweismittel zu einem Sachverhalt in bestimmter Weise zu erbringen. Die Subpoena dient damit als ein Zwangsmittel, mit dem Beteiligte und Dritte zur Auskunft in oder gelegentlich vor einem Prozess verpflichtet werden können.
Die Subpoena kann sich sowohl gegen eine Partei eines gerichtlichen oder vergleichbaren Verfahrens (z. B. vor einem Untersuchungsausschuss) richten als auch gegen eine Person, die weder Partei noch bezeichneter Zeuge in dem betreffenden Verfahren ist. Im Zivilprozess ist in der Regel die Gegenpartei zur Teilnahme an der Vernehmung des Angesprochenen berechtigt. Die mit der Subpoena angesprochene Person selbst hat das Recht, sich anwaltlich vertreten zu lassen.
Die Subpoena an sich ist eine förmliche schriftliche Anordnung einer staatlichen Institution mit administrativer oder juristischer Zuständigkeit, in heutiger Praxis üblicherweise eines Gerichtes. Sie wird gewöhnlich als Schriftsatz mit einer ausführlichen Einleitung abgefasst, die Definitionen und genaue Angaben zu verwendeten Unterlagen und untersuchten Themen enthält.

## Herkunft und Begriffe
Das Rechtsinstrument der Subpoena hat seinen Ursprung im englischen Common Law und soll von John Waltham, Bischof von Salisbury unter Richard II., geschaffen worden sein. Heute wird es in nahezu allen Ländern verwendet, deren Rechtssystem auf dem Common Law basiert. Der historische lateinische Begriff Subpoena wurde allerdings mancherorts durch einen leichter verständlichen Ausdruck ersetzt, so etwa englisch witness summons ‚Zeugenvorladung‘ im Zivilrecht von England und Wales.
Berichte deutschsprachiger Medien sprechen im Falle einer Subpoena gelegentlich von einer Vorladung. Dies ist ungenau, da nur eine bestimmte Form des Rechtsinstruments der Subpoena tatsächlich die Wirkung einer persönlichen Vorladung des Angesprochenen hat. Eine inhaltlich korrekte Wiedergabe des Begriffs Subpoena erschöpft sich in etwa in einem Begriff wie „Auskunftsanordnung“ oder „gerichtliche Aufforderung zur Aussage“.

Grundsätzlich wird mit der Subpoena eine Beweisauskunft in schriftlicher oder mündlicher Form verlangt. Richtet sich die Subpoena auf eine mündliche Auskunft (lateinisch subpoena ad testificandum ‚um Zeugnis abzulegen‘), so wirkt sie dann als Vorladung zur Vernehmung, wenn das persönliche Erscheinen des Angesprochenen zur Aussage angeordnet wird. Wird eine schriftliche Auskunft angeordnet, so ist die Subpoena meist mit einem umfangreichen Beweisfragenkatalog, den interrogatories, verbunden. Weiterhin kann unter der Subpoena eine schriftliche und mündliche Beweiserhebung verbunden werden. Es handelt sich dann um lateinisch Subpoena duces tecum ‚bringe mit Dir‘, mit der der Angesprochene aufgefordert wird, zu einem Vernehmungstermin zu erscheinen und die in der Aufforderung bezeichneten Unterlagen zur Vorlage vor der befragenden Instanz mitzubringen.
Der häufigste Fall einer Subpoena betrifft aber die Herausgabe von Unterlagen. In diesem Fall wird der Adressat aufgefordert, bei ihm vorhandene Dokumente an das Gericht zu übermitteln. Diese Form von Subpoena hat Überschneidungen mit einem Warrant, was eine Form der Durchsuchungsanordnung nach anglo-amerikanischem Recht ist.